# Fußball-Bezirksliga Erfurt
Die DDR-Bezirksliga Erfurt war eine der Fußball-Bezirksligen im Zuständigkeitsbereichs des Deutschen Fußball-Verbands (DFV).
1952 wurden in der DDR eine Kreisreform durchgesetzt und, unter anderem, der Bezirk Erfurt gegründet. Zur Folge hatte dies, dass die bisherige Landesklasse Thüringen abgeschafft, sich der Fußball unter dem Bezirksfachausschuss (BFA) des Bezirks Erfurt neu organisierte und die Bezirksliga Erfurt etabliert wurde. Die nun neu eingeführte Fußball-Bezirksliga startete eingleisig, wurde im Rundenturnier ausgetragen und war über viele Jahre drittklassig. Lediglich zwischen 1955 und 1962/63 bildete die Bezirksliga Erfurt unter der II. DDR-Liga die vierte Spielklasse. Bei der vierten Austragung dieser Spielklasse im Jahr 1955 handelte es sich um eine Übergangsrunde, da die Meisterschaft ab 1956 nach sowjetischem Vorbild an das Kalenderjahr angeglichen und deswegen die Zeit zwischen dem Saisonende 1954/55 im Sommer 1955 und dem Beginn der Saison 1956 im Frühjahr überbrückt werden sollte. Ein Meister wurde nicht ermittelt, ebenso keine Absteiger. In der Spielzeit 1960 und 1961/62 teilte sich die Bezirksliga Erfurt in zwei Staffeln auf, war somit zweigleisig.

## Bezirksligameister
| Saison  | Meister                                     | Staffelsieger bei Zweigleisigkeit                                               |
| ------- | ------------------------------------------- | ------------------------------------------------------------------------------- |
| 1952/53 | BSG Aktivist Bleicherode                    |                                                                                 |
| 1953/54 | BSG Motor Eisenach                          |                                                                                 |
| 1954/55 | BSG Aktivist Bleicherode                    |                                                                                 |
| 1955    | BSG Motor Gotha (Sieger der Übergangsrunde) |                                                                                 |
| 1956    | BSG Motor Sömmerda                          |                                                                                 |
| 1957    | BSG Motor Nord Erfurt                       |                                                                                 |
| 1958    | SG Dynamo Erfurt                            |                                                                                 |
| 1959    | BSG Motor Rudisleben-Ichtershausen          |                                                                                 |
| 1960    | SG Dynamo Erfurt                            | Staffel 1: SG Dynamo Erfurt Staffel 2: BSG Motor Gotha                          |
| 1961/62 | BSG Motor Rudisleben-Ichtershausen          | Staffel 1: BSG Motor Rudisleben-Ichtershausen Staffel 2: BSG Aktivist Sollstedt |
| 1962/63 | BSG Motor Gispersleben                      |                                                                                 |
| 1963/64 | BSG Motor Rudisleben-Ichtershausen          |                                                                                 |
| 1964/65 | BSG Motor Nordhausen West                   |                                                                                 |
| 1965/66 | BSG Motor Nordhausen West                   |                                                                                 |
| 1966/67 | FC Rot-Weiß Erfurt II                       |                                                                                 |
| 1967/68 | BSG Motor Rudisleben-Ichtershausen          |                                                                                 |
| 1968/69 | BSG Motor Nordhausen West                   |                                                                                 |
| 1969/70 | BSG Motor Sömmerda                          |                                                                                 |
| 1970/71 | BSG Motor Sömmerda                          |                                                                                 |
| 1971/72 | FC Rot-Weiß Erfurt II                       |                                                                                 |
| 1972/73 | BSG Motor Eisenach                          |                                                                                 |
| 1973/74 | TSG Ruhla                                   |                                                                                 |
| 1974/75 | BSG Motor Weimar                            |                                                                                 |
| 1975/76 | FC Rot-Weiß Erfurt II                       |                                                                                 |
| 1976/77 | BSG Landbau Bad Langensalza                 |                                                                                 |
| 1977/78 | BSG Motor Rudisleben-Ichtershausen          |                                                                                 |
| 1978/79 | BSG Landbau Bad Langensalza                 |                                                                                 |
| 1979/80 | BSG Glückauf Sondershausen                  |                                                                                 |
| 1980/81 | BSG Motor Eisenach                          |                                                                                 |
| 1981/82 | TSG Ruhla                                   |                                                                                 |
| 1982/83 | BSG Robotron Sömmerda                       |                                                                                 |
| 1983/84 | FC Rot-Weiß Erfurt II                       |                                                                                 |
| 1984/85 | BSG Motor Weimar                            |                                                                                 |
| 1985/86 | BSG Robotron Sömmerda                       |                                                                                 |
| 1986/87 | BSG Robotron Sömmerda                       |                                                                                 |
| 1987/88 | BSG Glückauf Sondershausen                  |                                                                                 |
| 1988/89 | BSG Union Mühlhausen                        |                                                                                 |
| 1989/90 | FSV Wacker Nordhausen                       |                                                                                 |
| 1990/91 | SV Rudisleben/Arnstadt                      |                                                                                 |